# Мелбах
Мелбах (њем. Mehlbach) општина је у њемачкој савезној држави Рајна-Палатинат. Једно је од 50 општинских средишта округа Кајзерслаутерн. Према процјени из 2010. у општини је живјело 1.130 становника. Посједује регионалну шифру (AGS) 7335025.

## Географски и демографски подаци
Мелбах се налази у савезној држави Рајна-Палатинат у округу Кајзерслаутерн. Општина се налази на надморској висини од 264 метра. Површина општине износи 9,0 km². У самом мјесту је, према процјени из 2010. године, живјело 1.130 становника. Просјечна густина становништва износи 125 становника/km².